# 9 november in de Duitse geschiedenis

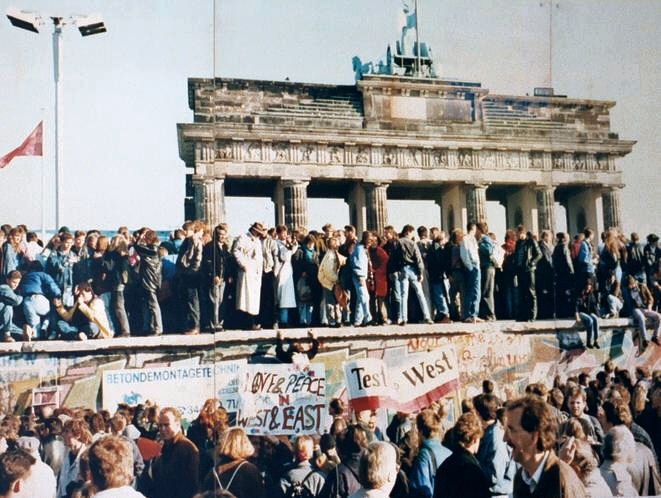
De Val van de Berlijnse Muur op 9/10 november 1989

De datum 9 november speelt een belangrijke rol in de Duitse geschiedenis, omdat op deze dag een aantal gebeurtenissen plaatsvond, die voor de Duitse geschiedenis als keerpunt gelden en deels ook internationale uitwerking hadden. Tot de belangrijke gebeurtenissen die op 9 november plaatsvonden, behoren de val van de Berlijnse Muur in 1989, het begin van de Novemberpogroms met de Kristallnacht in 1938, de Hitler-Ludendorff-Putsch uit 1923 en het uitroepen van de Duitse Republiek tijdens de Novemberrevolutie van 1918. 
Reeds na het einde van de Tweede Wereldoorlog werd door verschillende Duitse historici en journalisten voor deze datum de uitdrukking Schicksaltag gebruikt, verwijzende naar het lot van de (politieke) geschiedenis van Duitsland die steeds op die datum een belangrijke wending had genomen. Vanaf de val van de Berlijnse Muur wordt het begrip vaker en breder gebezigd in Duitsland. Vandaag de dag is 9 november in Duitsland een gedenkdag voor de slachtoffers van het nationaalsocialisme, omdat de datum herinnert aan de Kristallnacht en de daaropvolgende Jodenvervolgingen. Op 27 januari, de dag van de bevrijding van het concentratiekamp Auschwitz, kent Duitsland nog een officiële nationale Holocaust-gedenkdag.    

## Historische gebeurtenissen
- 9 november 1848 – met de standrechtelijke executie van het republikeins parlementslid Robert Blum komt een einde aan de Weense Oktoberopstand en wordt het begin van het einde van de Maartrevolutie, die in datzelfde jaar begonnen was, in de landen van de Duitse Bond ingeluid:
- 9 november 1918 – Novemberrevolutie in Berlijn: De sociaaldemocraat Philipp Scheidemann verkondigt vanuit een raam van het Rijksdaggebouw, dat de republiek in het kort voor de nederlaag van de Eerste Wereldoorlog staande Duitsland is uitgeroepen.
- 9 november 1923 – Hitler-Ludendorff-Putsch in München
- 9 november 1938 – Met de Kristallnacht beginnen de Novemberpogroms waarbij synagogen, joodse huizen en -bezitting geruïneerd worden en honderden Joden in enkele dagen om het leven worden gebracht.
- 9 november 1939 – De nacht van het Venlo-incident, één dag nadat Georg Elser een aanslag op het leven van Adolf Hitler had gepleegd.
- 9 november 1967 – „Unter den Talaren – Muff von 1000 Jahren“, strijdkreet van een studentenprotest in de Bondsrepubliek Duitsland, die tot een van de hoogtepunten van de studentenopstanden en de buitenpolitieke oppositie van 1967/68 behoort.
- 9 november 1989 – Val van de Berlijnse Muur, waarmee na veertig jaar een einde komt aan de communistische DDR.

## Discussie over de Nationale Feestdag
In het kader van de Duitse hereniging na 1989 ontstond de vraag welke datum de nieuwe nationale feestdag moest worden. De 9e november, de datum van de val van de Berlijnse Muur, kwam daarbij in aanmerking ter vervanging van de oude West-Duitse nationale feestdag op 17 juni. Echter op grond van de negatieve associaties, vooral met het nationaalsocialistische verleden van Duitsland werd ervoor gekozen deze dag niet tot nationale feestdag uit te roepen. In plaats daarvan werd 3 oktober, de dag van de formele toetreding van de nieuwe bondslanden uit de voormalige DDR tot de Bondsrepubliek Duitsland, tot nieuwe officiële nationale feestdag gekozen. Tot op vandaag is dit de Tag der Deutschen Einheit, de Dag van de Duitse eenheid.